# Acacia flavescens
Acacia flavescens é uma espécie de leguminosa do gênero Acacia, pertencente à família Fabaceae.